# Santiago Abascal
Santiago Abascal Conde (født 14. april 1976 i Bilbao) er en spansk politiker, og siden septemer 2014 formand for partiet Vox.